# Cerkev sv. Vida, Preserje
Cerkev sv. Vida v Preserju je župnijska cerkev Župnije Preserje.
Baročna cerkev je bila na lokaciji predhodnice zgrajena leta 1711. Centralno zasnovana stavba ima dve kupoli in pred vhodom štirinadstropni zvonik. V notranjosti je bila takoj po postavitvi poslikana s freskami, ki so bile kasneje prekrite z novo poslikavo. V prvi polovici 19. stoletja je dobila štiri baročne oltarje iz črnega podpeškega apnenca. V letih 2000-09 je bila temeljito obnovljena, poslikava ladijske kupole in slavoločne stene pa vrnjena v prvotno stanje. Cerkev je tako postala ena lepših baročnih umetnin znotraj slovenskega prostora.

## O predhodnicah cerkve vemo zelo malo
Cerkev je bila na tem mestu prvič posredno omenjena leta 1296 v desetinskem seznamu s svojim župnikom (plebanus S. Viti sub Laybacum), neposredno pa kot ecclessia de Stein leta 1351. O sami zgradbi vemo le, kar se je pokazalo leta 2005 ob obnavljanju današnje cerkve, da je njena predhodnica stala nekoliko zamaknjeno glede na današnjo cerkev in je bila pravilno orientirana v smeri zahod-vzhod. Leta 1711 so namesto nje zgradili novo centralno zasnovano baročno cerkev, zelo podobno tistima na Šmarni gori in v Dobrovi. Najverjetneje jo je gradil tudi isti stavbni mojster, Gregor Maček starejši.

## Današnja zgradba
Današnja cerkev je orientirana v smeri severozahod-jugovzhod. Cerkveni prostor sestavljata nekoliko potegnjena osmerokotna ladja in osmerokoten prezbiterij. Pred vhodom v ladjo stoji zvonik. Prezbiteriju je bila na severovzhodni strani prizidana zakristija in leta 1864 na jugozahodni strani Brezovska kapela. Do cerkve, ki stoji na rahlo povzdignjeni legi, vodi kamnito stopnišče.
Zvonik s kamnitimi vertikalnimi šivanimi robovi in kamnitim podstavkom je s horizontalnimi kamnitimi venci deljen v pet etaž, v katerih so v spodnjih treh nadstropjih v vsaki stranici manjše in v zgornjem večje polkrožno zaključene okenske odprtine v kamnitih okvirjih. V zvonico vodijo trije polkrožno zaključeni kamniti portali, v sklepniku osrednjega je letnica 1711, na kamnite portalu, ki vodi naprej v ladjo, pa je letnica 1889. Zvonik zaključuje segmentno ovita kapa s svetlobnico.
Ladja in prezbiterij imata enotno z lizenami členjeno fasado. Fasada ladje ima v nadstropju šest pravokotnih okenskih odprtin in prezbiterij tri. Ladjo in prezbiterij pokrivata kupolasti strehi, kupola ladje ima svetlobnico.
Cerkvena zgradba je bila zidarsko obnovljena v letih 2000-05. Kupoli, ki sta bili prvotno povezani v obliki kameljega hrbta, so tedaj nadomestili s sedanjima. Ob sondiranju sten na notranji strani so pod obstoječo poslikavo odkrili kvalitetne in dobro ohranjene freske s podpisom slikarja in letnico 1712 v kronogramu, kar je privedlo do odločitve o prezentaciji izvirne poslikave.

## Notranjost cerkve
V notranjščini je osmerokotna ladja členjena z vogalnimi pilastri, ki jih prekinja dvojen venčni zidec. Po zgornjem venčnem zidcu se pilastri nadaljujejo z oprogami v kupolo z osmimi obočnimi polami, ki se zaključujejo v medaljonu s svetlobnico. Nad vhodnim delom ladje je obsežen pevski kor, ki zavzema več kot tretjino njene dolžine.
Širok slavolok, katerega lok sloni na dveh pilastrih, vodi v osmerokoten, od ladje za dve stopnici višji prezbiterij. Ostenje in kupola sta tudi tu členjena enako kot v ladji. V vzhodni steni je prehod v križno obokano zakristijo. Njej je bil kasneje prizidan še en prostor z ravnim stropom. Na zahodni strani prezbiterija je prehod v Brezovsko kapelo.

## Poslikava prezbiterija in ladje
Ostenje prezbiterija do prvega venčnega zidca pokrivata dekorativna šablonska in geometrična poslikava. V pasu med obema venčnima zidcema se pravokotne okenske odprtine, okrašene z dekorativno rastlinsko poslikavo špalet, izmenjavajo s freskami v profiliranih okvirjih. Freske, na katerih so upodobljene celopostavne figure sv. Andreja, sv. Petra, apostolov Cirila in Metoda ter sv. Mohorja in Fortunata, je naslikal Štefan Šubic ali verjetno kateri od njegovih sinov (Janez). V kupoli so v obočnih polah upodobljeni prizori iz Kristusovega življenja. Obočne pole se stekajo v medaljon, v katerem je upodobljen Kristus na oblakih, obdan z angeli. Freske je naslikal Janez Šubic leta 1871.
Z ladijske kupole so bile v letih 2007-08 v celoti snete freske podobarja Mateja Trpina iz leta 1911, ponovno pa je bila prezentirana in restavrirana prvotna poslikava ljubljanskega slikarja Mihaela Reinwaldta. Poslikava je zanimiva ikongrafsko, ker edina na Slovenskem tako obsežno prikaže legendo o življenju sv. Vida, zavetnika cerkve, njegovih čudežih in mučeništvu in ker v umetnostnem pogledu predstavlja manjkajoči člen v našem stenskem slikarstvu druge polovice 17. stoletja pred prihodom Giulia Quaglija. Dekorativne poslikave iz 19. stoletja so bile vrnjene tudi pilastrom in okenskim okvirom v ladji. Na pilastrih v spodnjem delu ladje so bile restavrirane poslikave s sv. Nežo, sv. Janezom in sv. Matijem v dekorativnih rastlinskih okvirjih.
Tudi na slavoločni steni je bila odstranjena Trpinova freska in restavrirana Reinwaldtova poslikava z božjim očesom v temenu in s figurama angelov ob straneh. Napis, ki ga nosi angel na  zahodni strani SVB AVSPICIIS ANDREAE PRAELATI VALLIS IOCOSAE CVRA FRANCISCI RVUSTIA VICARII LABORE VICI NIAE ECCLASIA EXISTO pove, da je pod nadzorom Andreja, bistriškega prelata, cerkev s tlako soseske postavil vikar Frančišek Rustja; napis na vzhodni strani PROVIDENTIA OMNIPOTENTIS ERECTA INSPICIOR pa nas spominja, da se je to zgodilo po previdnosti Vsemogočnega; v obeh napisih je skrit kronogram z letnico 1712. (Sondiranja so pokazala, da se tudi v kupoli prezbiterija pod Šubičevo poslikavo skrivajo starejše freske, domnevno tudi Reinwaldtove, ki pa so bolj poškodovane in ne opravičujejo odstranitve kvalitetne Šubičeve poslikave).

- Poslikava ladijske kupole z legendo sv. Vida, pogled v smeri prezbiterija
- Pogled v kupolo v smeri proti vhodu v cerkev (Reinwaldt)
- Freska kamenjanje sv. Štefana na steni ladje
- Slavoločna stena in prezbiterij z glavnim oltarjem
- Poslikava kupole prezbiterija (Janez Šubic)

## Oprema
Cerkev ima štiri baročne oltarje  iz prve polovice 18. stoletja, izdelane iz črnega podpeškega apnenca.
Najbolj mogočen je glavni oltar sv. Vida v prezbiteriju. Črnina podpeškega apnenca je tu kombinirana s kamni svetlejših barv: spodnja atika in voluti med segmentnima lokoma na vrhu so izdelani iz rožnatega marmorja; menza in predela imata reliefno izbočene večbarvne vložke. Nastavek s po tremi stebri ob oltarni niši, katere rob krasi dvojen pas barvnih kamnov, zaključuje dvojna atika. V osrednji niši je kip sv. Vida, ki ga je izdelal Štefan Šubic leta 1868.
Stranska oltarja Brezmadežne in Trpečega Kristusa v ladji sta bila po zapisu v župnijski kroniki izdelana za samostansko cerkev kartuzije v Bistri. Po razpustu samostana sta bila prenesena v podružnično cerkev sv. Jožefa in leta 1830 na današnji prostor v cerkvi. Kipa Brezmadežne in Trpečega Kristusa v oltarnih nišah sta delo tirolske delavnice iz okrog leta 1890. Sliki srca Jezusovega in srca Marijinega, postavljeni na oltarni mizi, sta delo Mateja Trpina iz leta 1910.
Oltar sv. Helene je bil v cerkev prinesen iz podrte kapele v Ponikvah v Dolenji Brezovici; po zgraditvi Brezovske kapele so ga postavili vanjo; zaradi nizkega prostora so mu delno odbili segmentna loka. Slika v osrednji niši oltarja prikazuje Mater božjo z detetom, sv. Heleno in sv. Lucijo. Na menzi je slika Matere božje dobrega sveta ter dva rokokojska relikviarija. Na steni ob oltarju je kip sv. Antona Padovanskega iz konca 18. stoletja, ki je bil nekoč v cerkvi sv. Ane.
Lesena prižnica s slikami Kristusa in evangelistov ter angelom s trobento na baldahinu je delo Štefana Šubica iz leta 1868.
Orgle je izdelal orgelski mojster Ivan Milavec leta 1911.
Lesene klopi, delo Floriana Mazija, so bile izdelane in postavljene v cerkev ob stoletnici župnije leta 1858. Restavrirane so bile v letu 2006.
Sliko zadnje večerje v kapeli sv. Helene in sliko sv. Uršule v ladji je naslikal Štefan Šubic v letih 1868 in 1867.
Križev pot je na zadnji postaji podpisan s F.S.K. von Kurz – Turn – Goldstein in datiran 1855-56.
V prizidku zakristije je v steni prezbiterija vzidan marmornat umivalnik s skledo v obliki školjke, nišo s kariatidama ob straneh in nastavkom z jagnjetom božjim v sredini iz konca 16. ali 17. stoletja.